# SL-164
SL-164は、1960年代に住友製薬によって開発されたメタカロンのアナログである。SL-164は、メタカロンと似た催眠/鎮静、抗痙攣薬作用を持つが、臨床用には販売されなかった。